# Brachythecium velutinum
A Brachythecium velutinum egy egész Európában elterjedt oldaltermő (pleurocarp) lombosmoha faj, különösen az árnyékos élőhelyeket szereti. A levelek nem hosszabbak 1,5 mm-nél.

## Megjelenése
A Brachythecium velutinum puha, laza, bársonyos gyepet alkot, színe sárgás-zöld, barnás-zöld. Pleurocarp azaz oldaltermő moha, hajtásai szabálytalanul, szárnyasan elágazóak, 5-10 cm hosszúak. A főhajtás levelei legfeljebb 1 mm hosszúak, keskeny lándzsás alakúak a levél alaptól fokozatosan hegyesedik a levélcsúcsig. A levelek széle gyengén fogazott. A levélér a levéllemez feléig, kétharmadáig ér. Az oldalhajtások levelei nagyobbak akár 1,5 mm hosszúak is lehetnek, keskenyebbek és hosszabb mint a főhajtás levelei, körben erősebben fogazott. A levélcsúcs enyhén csavarodott. A levélér tüske formájában kilép a levéllemez hátulján.
Egylaki növény. A toknyél (seta) 2 cm hosszú és érdes és a pleurokarp mohákra jellemzően a hajtások oldalából nő ki. A spóratartótok tojás alakú, barnás-vörös színű, erősen ívelt és a toknyélre is majdnem merőlegesen áll. Spóratokfedél rövid, kúpos. A spóra termelés és érés téltől tavaszig tart.

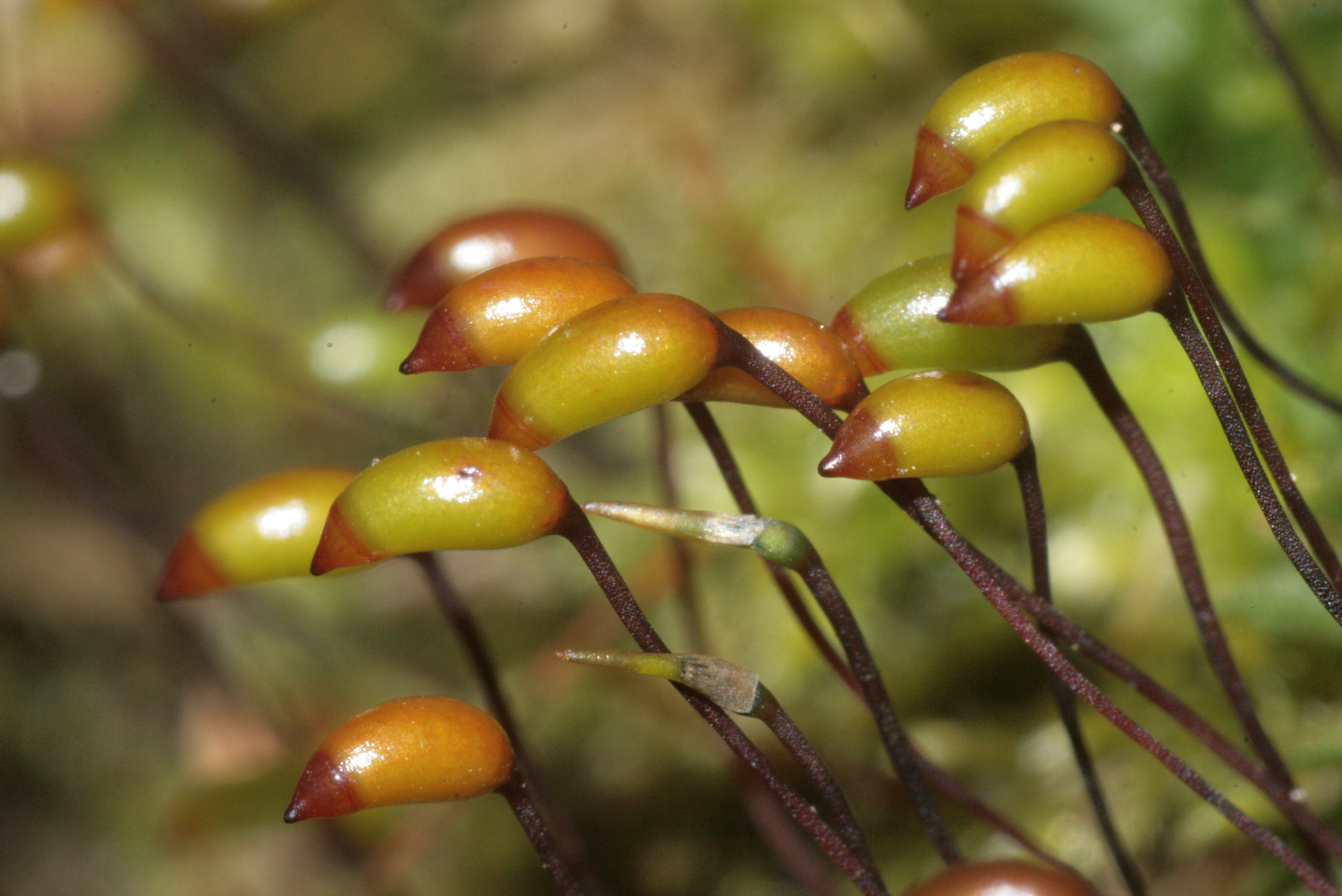
Spóratartótokok
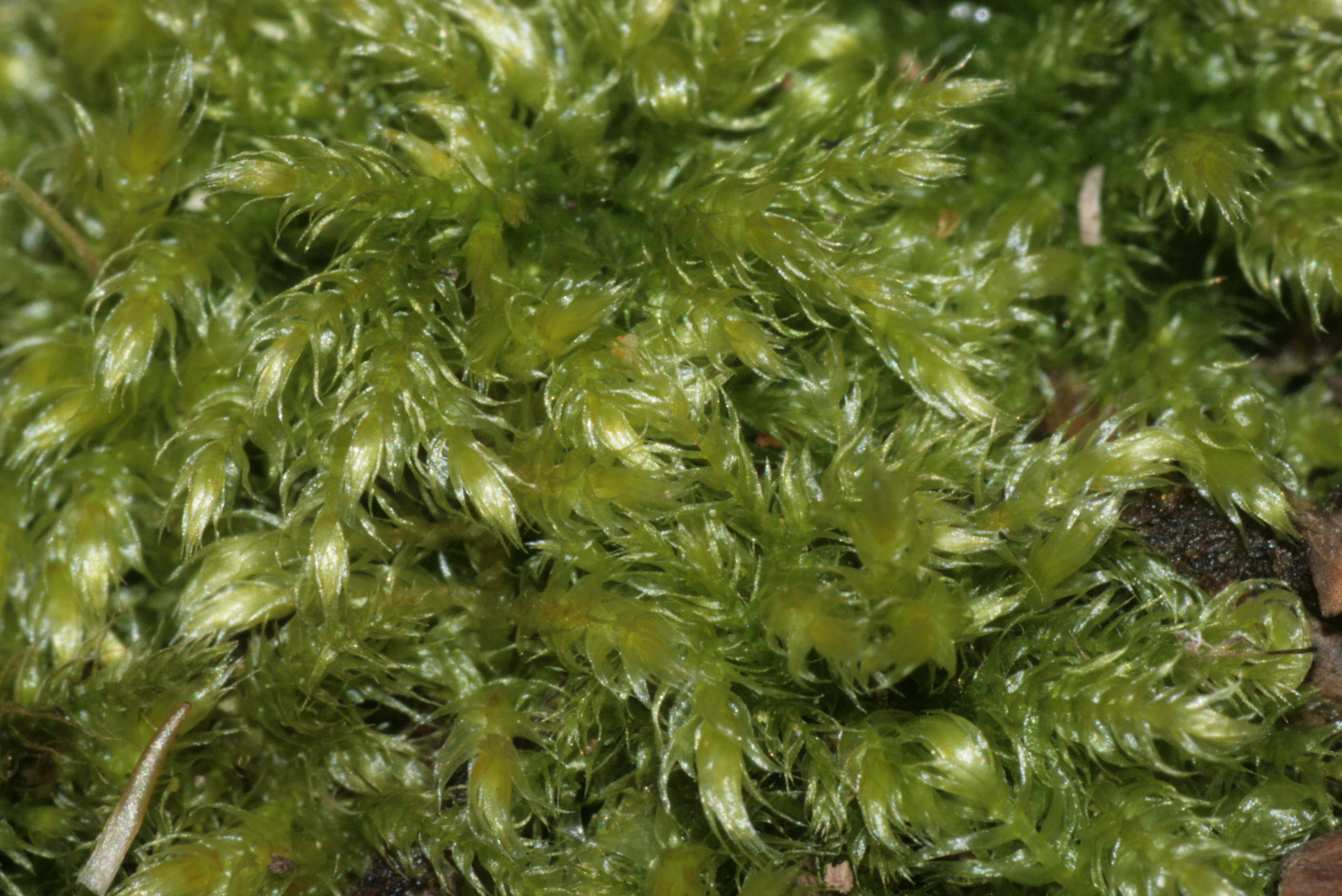
Ezen a fotón jól megfigyelhető az enyhén hajlott levelek
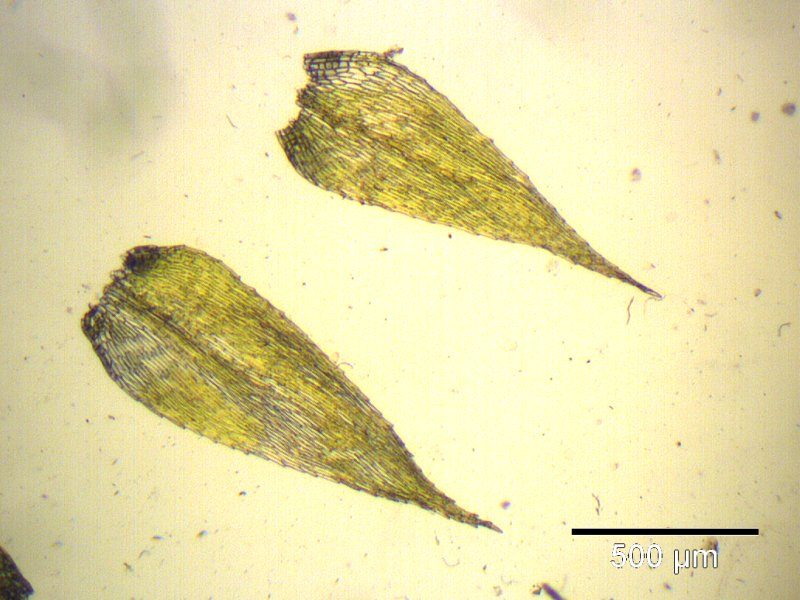
A levelek mikroszkópos képe 40x nagyításban. Jól látszódik a csavarodó levélcsúcs
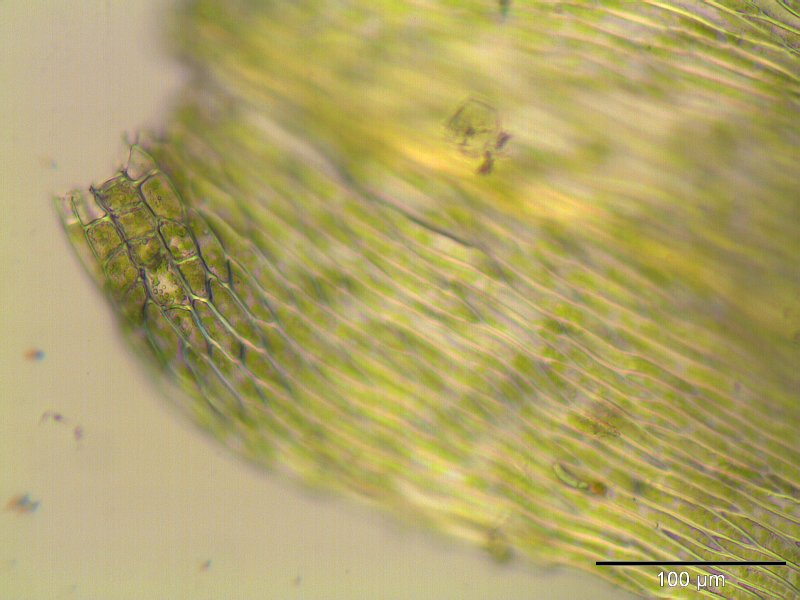
A levélalap mikroszkópos képe 250x nagyításban

## Élőhelye és elterjedése
Ez a moha fontos szerepet játszik a pionír élőhelyek (csupasz talaj és sziklák) benépesítésében. De nem ritka a fák tövén és gyökerén sem az erdőkben. Mészkerülő növény. A szennyezettebb városi körülményeket is jól bírja. Szárazságtűrése jó, jobban elviseli a vízhiányt mint a Pintycsőrű moha (Brachythecium rutabulum). Egész Északi-Féltekén megtalálható a síkvidékektől kezdve a magashegységekig (Észak-Amerika, Európa, Ázsia). Magyarországon is gyakori fajnak számít.

## Internetes hivatkozások
- BBS Field Guide - Brachythecium velutinum (Angol oldal)

- Swiss Bryophytes - Brachytheciastrum velutinum (Svájci oldal)

- Bildatlas Moose - Brachythecium velutinum (Német oldal)

## Fordítás
Ez a szócikk részben vagy egészben  a   Samt-Kurzbüchsenmoos című német Wikipédia-szócikk ezen változatának fordításán alapul.  Az eredeti cikk szerkesztőit annak laptörténete sorolja fel. Ez a jelzés csupán a megfogalmazás eredetét és a szerzői jogokat jelzi, nem szolgál a cikkben szereplő információk forrásmegjelöléseként.